# Stanislav Klecandr
Slávek Klecandr, vlastním jménem Stanislav Klecandr, (* 4. září 1953 Praha) je český zpěvák, písničkář a frontman hudební skupiny Oboroh.

## Život a dílo
Ve svých deseti letech se přestěhoval do Kostelce nad Orlicí, kde se postupně zapojoval do místní hudební scény. V roce 1969 působil jako baskytarista v Orchestru B. Bečičky.
Od roku 1975 působil v undergroundové kapele Bílé světlo, nejprve jako baskytarista, od roku 1978 jako kytarista. Kapela byla napojená na legendární Plastic People of the Universe, Slávka Klecandra proto začíná sledovat StB. Hrál i v dalších kapelách – např. Andromeda nebo Neon. V roce 1982 vzniká skupina Prostor, kde je repertoár tvořen výhradně Klecandrovými skladbami a která se dostane až do finále Beat Salonu do Prahy.
V roce 1985 se Prostor rozpadá a vzniká bezejmenná skupina, která se schází na faře v Třebechovicích pod Orebem a tajně vystupuje na evangelických farách po celé republice. Její repertoár tvoří Klecandrem zhudebněné biblické žalmy, které se později stávají i základním repertoárem Oborohu, který vzniká v roce 1988, a náplní jeho prvních dvou alb. Další alba Oborohu - Kámen, Marah a další obsahují převážně Klecandrovy autorské písně.
V roce 2000 Slávek Klecandr vydal sólové album Protější břeh, na kterém spolupracoval mj. s Blankou Táborskou, Ivem Viktorinem, Karlem Markytánem, Vlastou Redlem, Ditou Zangeovou, Petrem Vavříkem a se svým bratrem Václavem Klecandrem, taktéž členem Oborohu.
Od roku 2008 Oboroh hraje ve složení: Slávek Klecandr, Václav Klecandr, Roman Dostál, Libor Ježek a Jan Zemen.
V roce 2009 kapela změnila obsazení a tvoří ji: Slávek Klecandr, Roman Dostál, Libor Ježek a Jarda Jetenský.
Kromě koncertů s Oborohem vystupuje také sám nebo dříve též s písničkářkou Evou Henychovou, v minulosti také s Ditou Zangeovou.

## Diskografie

### Sólová alba
- Protější břeh (2000)
- Pátý pád (2013) – live
- Studny samoty (2021)

### Alba Oborohu
- Žalmy (1991)
- Nebeská kavárna (1992) – Oboroh jako doprovodná kapela Sváti Karáska
- Spatřujeme světlo (Žalmy 2) (1993)
- Kámen (1996)
- Marah (1998)
- Nocí mořem (2006)
- Noc v Oborohu - 20 let (DVD, 2009)
- Ve věci probuzení (2010)
- Žalmy III. (2011)
- Šel přes potok Cedron k hoře (2012)
- Znovu poprvé (2014)
- Vane, kde chce (2017)
- Když Věčnost navštívila Čas (2019)